# 前臂
前臂指的是靠近手的部份。醫護人員在對人體進行健康檢查時，通常都是從前臂開始找血管打針的。人的左右手都有前臂。另外，前臂也常用在比腕力上，腕力的力量幾乎都是從前臂開始出力的。

## 靈長目動物
在許多人類的親戚上如黑猩猩、大猩猩等，牠們也有前臂，與人類類似的象徵。